# کورکیمکی
کورْکیمَکی (به فنلاندی: Kurkimäki) یک منطقهٔ مسکونی در فنلاند است که در هلسینکی واقع شده‌است.